# The Dreamside
The Dreamside ist eine deutsch-niederländische Dark-Rock-/Elektronik-Band, die 1993 in Rotterdam gegründet wurde.

## Geschichte

### Die frühen Jahre
The Dreamside wurde 1993 von Kemi Vita (Gesang) und Remco Helbers (Chapman Stick) gegründet. Beide waren bereits in anderen Musikgruppen involviert, so unter anderem in Born for Bliss, und lernten sich 1992 kennen. Zu den Einflüssen von The Dreamside zählten anfangs Gruppen wie Siouxsie & the Banshees, Cocteau Twins, The Cure, Dead Can Dance, This Mortal Coil  und The Southern Death Cult.
1994 unterschrieb die Band einen Vertrag bei Deathwish Office, einem Plattenlabel von Gunnar Eysel (Love Like Blood) und zugleich Sublabel von Nuclear Blast, und veröffentlichte ihr Debüt Pale Blue Lights, das überwiegend positive Kritiken erhielt.
1996 verließ Helbers die Band und wurde durch Fried Bruggink (E-Bass, Gesang) ersetzt, der bereits auf dem Debütwerk mitwirkte. In dieser Besetzung erschien im selben Jahr das zweite Album Apaika. Unterstützung fand The Dreamside bei Diex (Musik, Additional Programming), Wouter van der Zwaan (Akustik- und E-Gitarre), Laura Capitani (Viola da gamba), Bert Smorenburg (Additional Programming) und Marijn van der Ven (Piano). Zum ersten Mal tourte die Band auch in den USA.

### Neuanfang
1998 trat Roman Schönsee zur Band (Pyogenesis, The Bloodline), The Dreamside entwickelten im Laufe der Zeit einen deutlich härteren und metal-orientierten Sound.
2001 erschien das Album Mirror Moon auf dem Metal-Label Serenades Records. Nur ein Jahr später entstand der Kontakt zu Dancing Ferret Discs, die mit Faery Child eine Retrospective-Collection für den amerikanischen Markt veröffentlichten. Zu dieser Zeit hatte die Band einen vollständigen Stil- und Imagewandel vollzogen.
Auf dem nachfolgenden Album Spin Moon Magic wurden die Metal-Elemente weiter intensiviert. Von diesem Werk wurde der Track „Open Your Eyes“ ausgekoppelt, bei dem The-Crüxshadows-Sänger Rogue als Gastsänger fungierte.

## Stil
Waren die frühen Veröffentlichungen Pale Blue Lights und Apaika noch im Dark-Wave-Umfeld beheimatet, so wandte sich die Band mit dem dritten Album „Mirror Moon“ von 2001 dem Dark Rock zu. Kemi Vitas Stimme wird häufig als variabel, vielseitig und dominant beschrieben und stellenweise mit der von Dolores O’Riordan oder auch Björk verglichen.

## Diskografie
- 1994: Pale Blue Lights
- 1995: Nuda Veritas
- 1996: Apaika
- 2001: Mirror Moon
- 2002: Faery Child
- 2005: Open Your Eyes (Single)
- 2005: Spin Moon Magic
- 2007: Pale Blue Lights & Nuda Veritas
- 2007: The 13th Chapter
- 2009: Lunar Nature
- 2014: Sorrow Bearing Tree
- 2015: Another Spark of Light